# Chiesa di San Michele Arcangelo (Serramazzoni)
La chiesa di San Michele Arcangelo è la parrocchiale di Valle, frazione del comune italiano di Serramazzoni, in provincia di Modena. Appartiene al vicariato di Serramazzoni nell'arcidiocesi di Modena-Nonantola. Il luogo di culto risale al XIX secolo.

## Storia

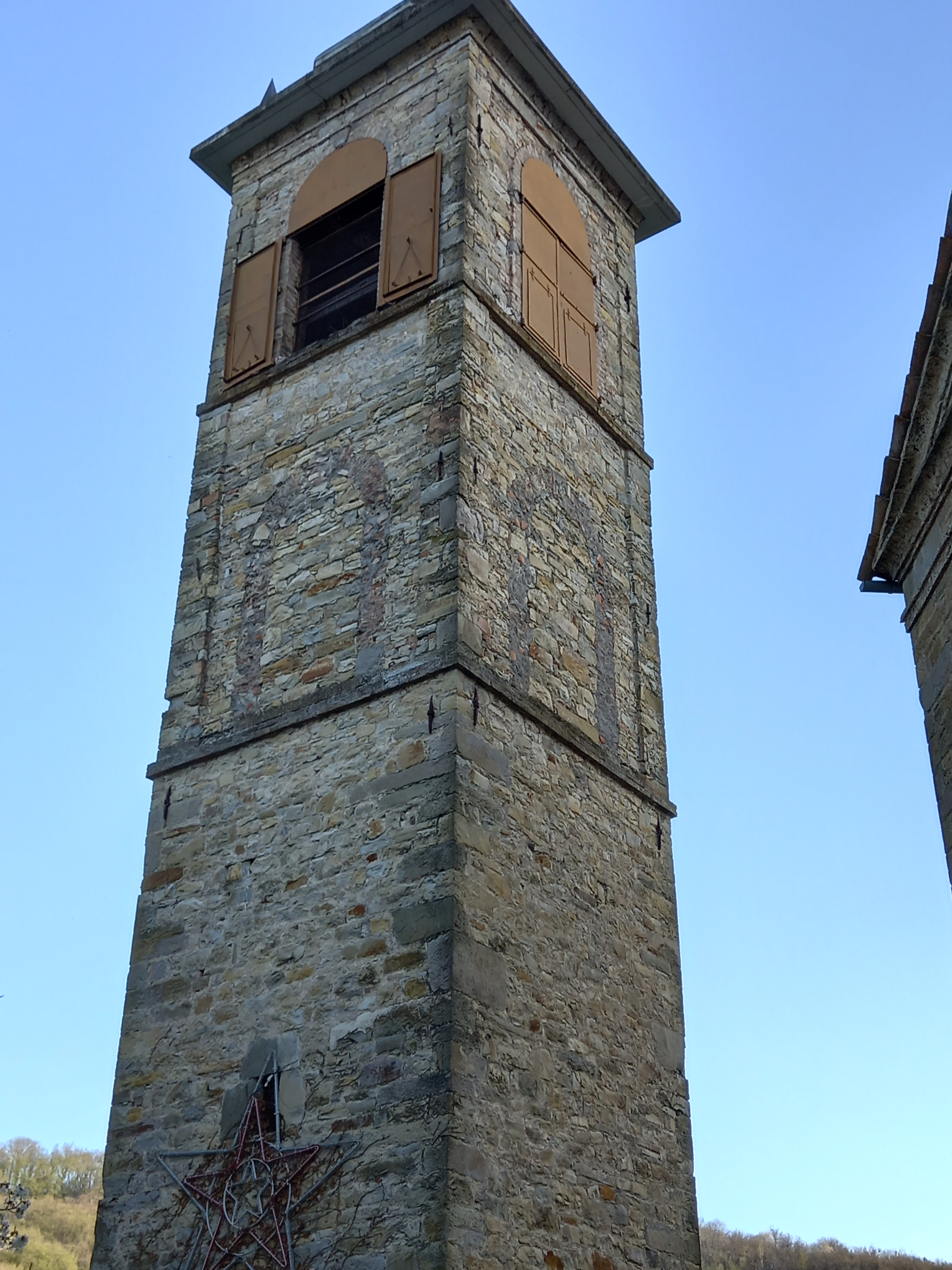
Torre campanaria, posta anteriormente a sinistra della facciata

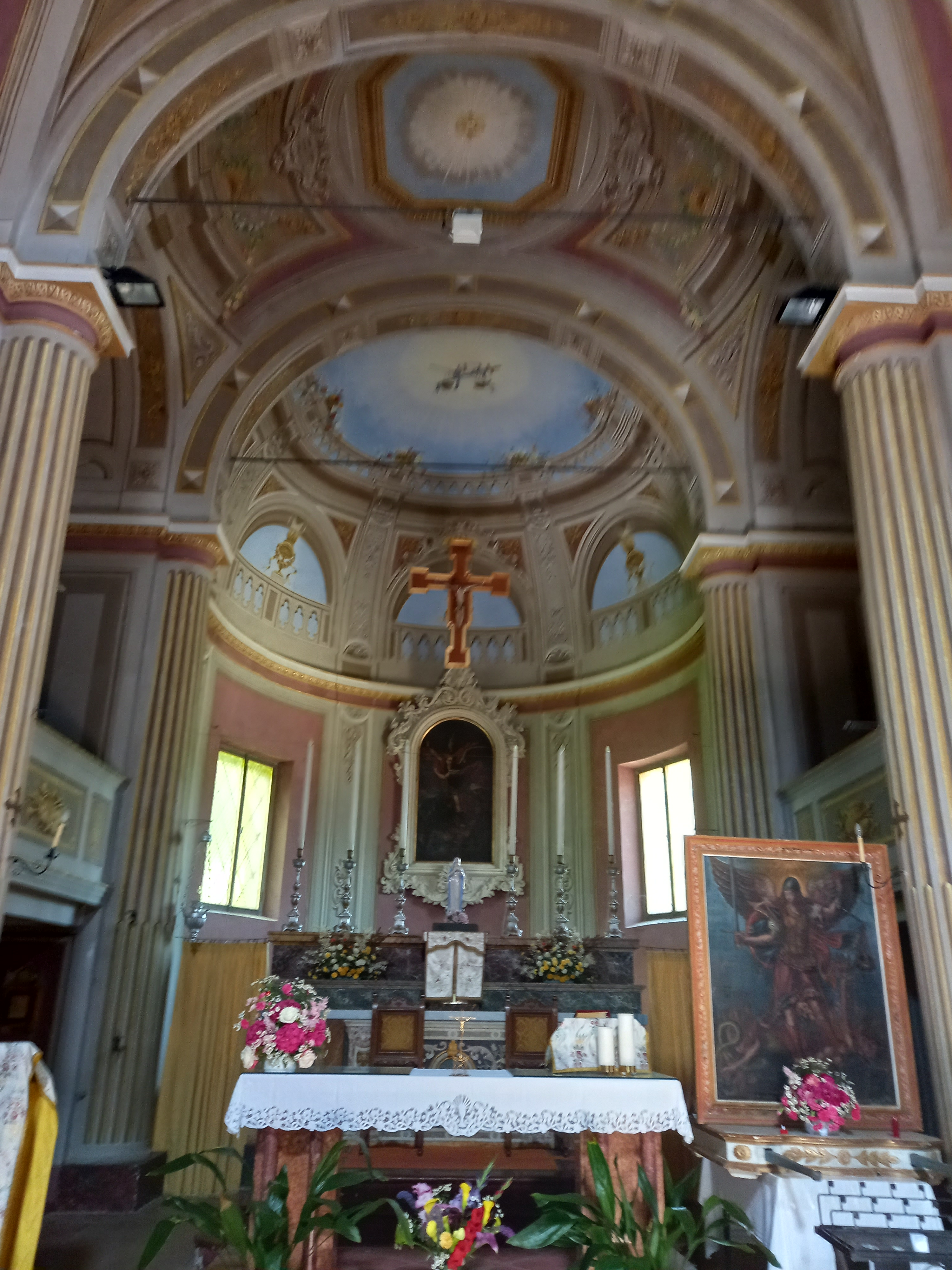
Interno della chiesa

In documenti conservati nell'archivio del duomo di Modena già nell'XI secolo la località di Valle viene ricordata per la presenza di proprietà vescovili. La primitiva chiesa viene poi ricordata ripetutamente nel XIII secolo e nei due secoli successivi, descritta come dipendente dalla pieve di Rocca Santa Maria. Secondo fonti legate a tradizioni orali, la primitiva chiesa di San Michele sarebbe stata situata in località Capersecco e sopralluoghi su un antico edificio potrebbero sostenere tale ipotesi. Un'ipotesi maggiormente suffragata vuole che il primitivo luogo di culto, con dedicazione a San Michele Arcangelo, sia stato distrutto da una frana attorno al 1830. Di certo, storicamente risulta che nel 1868 venne deciso di procedere alla costruzione di una nuova chiesa su progetto di Antonio Vandelli. Il cantiere venne aperto lo stesso anno e chiuso quattro anni più tardi. Il campanile, già presente, aveva due campane risalenti al 1560 e al 1743. Con l'erezione della nuova chiesa la torre campanaria esistente non venne abbattuta, ma innalzata di un piano e dotata di una nuova copertura a guglia. La nuova chiesa fu solennemente consacrata il 24 marzo 1872. In seguito a movimenti di assestamento del terreno fu necessario procedere a lavori di consolidamento strutturale alla fine del secolo. Nel 1915 venne arricchito l'impianto decorativo con pitture murali sulle volte e sul catino absidale. Gli ultimi importanti lavori di ristrutturazione conservativa si sono realizzati nel 1980.

## Descrizione

### Esterni
La chiesa si trova nell'abitato di Valle, frazione di Serramazzoni, in provincia di Modena. Mostra orientamento verso ovest e la facciata a capanna è semplice, in pietra a vista. Il portale di accesso è incorniciato in pietra ed è sormontato in asse da una finta finestra a lunetta che al suo interno ospita una finestra centinata. La torre campanaria si innalza in posizione isolata davanti alla facciata. La cella si apre con quattro finestre a monofora e si conclude con una guglia. La copertura del tetto è in coppi di laterizio.

### Interni
L'interno è a navata unica ed ampliato da due cappelle laterali. Il pulpito ligneo si trova alla sinistra. Il presbiterio è di piccole dimensioni. La copertura è con volta a botte. L'altare maggiore è realizzato in scagliola. L'adeguamento liturgico del presbiterio è stato realizzato tra il 1990 e il 1995 e si è conservato anche l'altare maggiore originale.